# Metopina crassinervis
Metopina crassinervis är en tvåvingeart som beskrevs av Schmitz 1920. Metopina crassinervis ingår i släktet Metopina och familjen puckelflugor. Inga underarter finns listade i Catalogue of Life.